# Tri Prstena
U Tolkienovu izmišljenom svijetu Međuzemlja Tri Prstena su čarobni prstenovi iskovana u Eregionu. Ovi su prstenovi najmoćniji nakon Jedinstvenog Prstena.
Tri Prstena napravio je vilenjak Celebrimbor oko 1590. godine Drugog doba nakon što je Sauron napustio Eregion. Ovi prstenovi nisu bili pod Sauronovim utjecajem jer on nije sudjelovao u njihovu stvaranju. Ipak su bili povezani s Jedinstvenim Prstenom jer ih je Celebrimbor načinio uz pomoć vještina kojima ga je poučio Sauron. Nakon što su prozreli Sauronove zamisli vilenjaci su prstenove skrili i nikad ih nisu javno pokazivali. Nakon uništenja Jedinstvenog Prstena njihovi čuvari su ih odnijeli iz Međuzemlja.

## Narya
Prvi od ova tri nazvan, Narya, bio je optočen rubinom. Samo ime izvedeno je iz kvenijske riječi nár koja znači vatra. Zvali su ga i Narya Veliki, Prsten Vatre i Crveni Prsten.
U Nedovršenim pripovijestima se navodi da je Celebrimbor na početku rata vilenjaka i Saurona Naryu zajedno s Prstenom Vilyom dao Gil-galadu, Visokom Kralju Noldora. Gil-galad je Naryu povjerio svom pobočniku Círdanu, Gospodaru luka u Mithlondu koji ga je zadržao i nakon Gil-galadove smrti. Međutim, u Gospodaru Prstenova, se navodi da je Gil-galad dobio samo Vilyu, a Círdan je Naryu dobio odmah kad i Galadriel Nenyu.
Pri Gandalfovu dolasku u Međuzemlje u Trećem dobu Círdan je uvidio da je Gandalf zapravo Maiar iz Valinora pa mu je predao prsten da mu pomogne u njegovim nastojanjima. "Uzmi sad ovaj Prsten," rekao je; "jer tvoji će trudovi i brige biti teški; dok će ti on u svemu pružiti podršku i štititi te od umora. Jer ovo je Prsten vatre, i ovime ćeš, možda, uspjeti zapaliti srca junaštvom iz davnina u svijetu koji postaje sve ledeniji." (Círdan Gandalfu).
Naryu je Gandalf tek u Sivim lukama neposredno prije napuštanja Međuzemlja nosio otvoreno.

## Nenya
Drugi prsten, Nenya, napravljen je od mithrila i optočen "bijelim kamenom", vjerojatno dijamantom. Ime je izvedeno iz kvenijske riječi nén koja znači voda. Zvali su ga i  Dijamantni Prsten, Prsten Vode i Bijeli Prsten.
Galadriel gospodarica Lothlóriena nosi ovaj Prsten koji sjaji poput zvijezda; Frodo Baggins ga vidi jer nosi Jedinstveni Prsten, a Samwise Gamgee govori Galadriel da je vidio zvijezdu kroz njene prste. U mnogim izdanjima ovo se navodi kao "prst"—što zvuči mističnije, jer se čini da je prst na neki način postao proziran—ali Izdaja Isengarda, 13. glava, 34. bilješka, napominje da je ovo pogreška.
Nenya je imao moć štititi od zla, međutim, činjenica da su orci u više navrata napali Lórien ukazuje da prsten nije imao utjecaj na vojske. Navodi se da je sam Lothlórien nije mogao pasti jedino ako bi ga napao Sauron osobno. Galadriel je prstenovu moć upotrebljavala da održi Lothlórien, ali je ovo također pojačalo njenu čežnju za morem i Amanom.
Nakon što je Sauron poražen, a Jedinstveni Psten uništen počela je blijediti i moć ovog prstena. Galadriel je Nenyu odnijela sa sobom u Mithlond te zajedno s drugim nositeljima vilenjačkih prstenova otputovala dalje na Zapad. Nakon odlaska prstena počela je blijediti magija i ljepota Lóriena. I čudesna stabla mallorna polagano su uvenula, s izuzetkom onog stabla u Hobbitonu kojega je zasadio Samwise Gamgee i koje je raslo još stoljećima. Lórien je polagano napuštan da bi 121. godine Četvrtog doba kad je Arwen otišla tamo umrijeti bio sasvim napušten i u ruševinama.

## Vilya
Treći prsten, Vilya, napravljen je od zlata i optočen "velikim safirom". Ime je izvedeno iz kvenijske riječi vilya koja znači zrak. Zvali su ga i Prsten od safira, Prsten Zraka, ili Plavi prsten.
Obično se smatra da je Vilya najmoćniji od ova tri prstena, kako se navodi i u završnom poglavlju Povratka kralja. Točna moć Vilye nigdje se ne spominje, ipak se čini da je mogao liječiti i očuvati kako se spominje u Silmarillionu da je Celebrimbor načinio Tri da liječe i sačuvaju, a ne da poveća snagu svakog pojedinog nositelja poput Sedam, Devet i ostalih manjih prstenova. Postoje i neke naznake da je Vilya imao određenu moć nad nekim počelima, pri čemu se misli na prigodu kad je Elrond dozvao vodenu bujicu koja je Nazgûle spriječila u pokušaju da uhvate Froda i Jedinstveni Prsten.
Kad je Sauron uništio Eregion, Vilyu su odnijeli vilenjačkom kralju Gil-galadu u udaljeni Lindon, gdje je kasnije predan Elrondu, koji ga je nosio pri kraju Drugog doba i kroz čitavo Treće doba Međuzemlja. Pošto je Gil-galad u vrijeme kad su prstenovi podijeljeni bio Visoki Kralj noldorskih vilenjaka bio je najprikladnija osoba za čuvanje najmoćnijeg od Triju prstenova. Nakon Sauronova pada moć Vilye je polagano nestajala te ga je naposljetku na kraju Trećeg doba Elrond odnio preko mora.